# Ksenija Semënova
Ksenija Andreevna Semënova, spesso chiamata in ambito internazionale Ksenia Semenova, o Semyonova o Semionova (in russo Ксения Андреевна Семёнова?; Tula, 20 ottobre 1992), è un'ex ginnasta russa, due volte campionessa del mondo e quattro volte campionessa europea.
Ha partecipato alle Olimpiadi di Pechino 2008, senza vincere alcuna medaglia nonostante buoni esercizi. Attualmente lavora come giudice per la Federazione di Ginnastica della Russia.

## Carriera sportiva

### 2007:campionessa del mondo
Nel 2007 la Semënova comincia la sua carriera da ginnasta senior vincendo alla trave e alle parallele sia al WOGA Classic che all'International Gymnix di Montréal.
Vince inoltre due ori e un bronzo ai Campionati Russi, e un oro in Coppa di Russia.
Ai mondiali del 2007, con un punteggio di 16.350, batte Nastia Liukin e Yang Yilin nella finale alle parallele asimmetriche, diventando la prima campionessa del mondo della Russia dal 2003, quando il trionfo fu di Svetlana Chorkina nell'all-around.

### 2008:Olimpiadi di Pechino
Nel 2008 la Semënova viene convocata sia per gli Europei, dove vince due ori e un argento, che per le Olimpiadi di Pechino. Ksenija si classifica quarta sia con la Russia nel concorso a squadre che nel concorso individuale, sesta alle parallele, e perde il posto nella finale a trave a causa della regola del tie-break: il suo punteggio è infatti uguale a quello della compagna di squadra Ksenija Afanas'eva, ma il punteggio d'esecuzione privilegia l'Afanas'eva.
La stagione finisce con un infortunio al polso.

### 2009:campionessa europea
Ai Campionati Russi, Ksenija vince i titoli del corpo libero e delle parallele. Nel torneo individuale è seconda solo ad Alija Mustafina. Queste buone performance l'aiutano a guadagnarsi il posto nella squadra che avrebbe gareggiato agli Europei di Milano. In questa competizione, la Semënova vince il concorso generale individuale, arriva seconda alle parallele e terza al corpo libero.
A luglio un infortunio al polso non le permette di gareggiare in Coppa di Russia, ma viene ugualmente convocata per i Mondiali del 2009. La sua performance ai Mondiali è scarsa, in quanto riesce ad arrivare solo tredicesima nel concorso individuale e non raggiunge nessuna finale ad attrezzo.

### 2010
Nel 2010 un infortunio alla schiena, non permette a Ksenija di cominciare la sua stagione prima di maggio, quando agli Europei vince un oro con la squadra; si qualifica alla finale al corpo libero, ma offre il suo posto alla compagna di squadra Anna Myzdrikova, che vince l'argento.
Ai mondiali cade due volte al corpo libero, ma esegue sempre al meglio il proprio esercizio alla trave, aiutando così la Russia a vincere il suo primo oro a squadre mondiale da quando è una nazione indipendente.

### Il ritiro
I tanti infortuni sofferti fin dal 2009 costrinsero la Semënova a ritirarsi nel 2011.
Dopo il ritiro Ksenija divenne giudice e allenatrice. Intende sposarsi con il suo attuale fidanzato, il ginnasta Denis Abljazin.

## Il «Semënova»
Nel Codice dei Punteggi della ginnastica artistica esiste un elemento per corpo libero che porta il suo nome, un doppio giro con inclinazione indietro.